# Siksjönäs
Siksjönäs is een dorp binnen de Zweedse gemeente Vilhelmina. Het dorp ligt 25 kilometer ten noordwesten van de plaats Vilhelmina aan het meer Siksjö. De naam van het dorp kan letterlijk vertaald worden: landtong in een meer vol met houtingen; in dit geval een bebouwde zandplaat met badplaats in een moerassige omgeving met meer.
Bestuurscentrum: Vilhelmina (Tätort)
Småort: Bäsksele · Dikanäs · Klimpfjäll · Latikberg · Laxbäcken · Lövliden · Malgovik · Meselefors · Nästansjö · Saxnäs · Skansholm · Storseleby
Overig: Aronsjö · Fatmomakke · Kittelfjäll · Siksjönäs · Stalon · Strömnäs · Svannäs